# Lessònia andina
El lessònia andina (Lessonia oreas) és un ocell de la família dels tirànids (Tyrannidae).

## Hàbitat i distribució
Habita zones humides i zones obertes prop de l'aigua dels Andes al centre i sud del Perú, centre i sud de Bolívia, nord de Xile i nord-oest de l'Argentina.